# Orny (Mosela)
Orny é uma comuna francesa na região administrativa de Grande Leste, no departamento de Moselle. Estende-se por uma área de 7,3 km². Em 2010 a comuna tinha 361 habitantes (densidade: 49,5 hab./km²).